# Otomaques
Ne doit pas être confondu avec Otomis.
Les Otomaques (Otomacos en espagnol), ou Otomas, formaient une ethnie amérindienne aujourd'hui disparue dont le peuplement était situé sur les rives de l'Orénoque au Venezuela, notamment dans l'État d'Apure actuel. Apparentés aux Taparitas, il se distinguaient toutefois des autres groupes locaux.

## Langue
La langue des Otomaques est peu renseignée. Le jésuite Filippo Salvatore Gilij la considérait comme une langue distincte de ses voisines. Esteban Emilio Mosonyi Szász précise qu'elle n'est à ce titre apparentée à aucune de celles-ci. Il reste également un important vocabulaire étudié en 1936 par le philologue vénézuélien Ángel Rosenblat.

## Sources
- (es) Cet article est partiellement ou en totalité issu de l’article de Wikipédia en espagnol intitulé « Otomacos » (voir la liste des auteurs).